# Azabbaremys
Azabbaremys is een geslacht van uitgestorven pleurodire schildpadden dat werd ontdekt in de Teberemt-formatie van Mali. 

## Naamgeving
Het geslacht werd benoemd en beschreven in 2001 door Eugene S. Gaffney, Richard Moody en Cyril Alexander Walker, op basis van een schedel die in 1981 tijdens een expeditie was gevonden bij Samit in een laag die dateert uit het Paleoceen. Het geslacht bestaat uitsluitend uit de typesoort Azabbaremys moragjonesi. De geslachtsnaam is afgeleid van Azabbar, een monster in Tamasheq-volksverhalen en verbindt diens naam met een Grieks emys, 'zoetwaterschildpad'. De naam was gesuggereerd door Ibrahim Litny. De soortaanduiding eert Morag Jones, een onderzoeksstudente die deelnam aan de ontdekking van het exemplaar en op tragische wijze omkwam tijdens de expeditie.

## Beschrijving
Het holotype van Azabbaremys, BMNH R 16370, is een bijna volledige schedel, waarbij de onderkaken volledig ontbreken. De schedel heeft een mediane lengte van 145,5 millimeter van de premaxilla tot de achterhoofdsknobbel, condylus occipitalis, en een maximale breedte van 164,3 millimeter. De schedel meet 67,1 millimeter in hoogte vanaf de condylus tot de bovenkant van het schedeldak. 
Enkele onderscheidende kenmerken werden vastgesteld. Het triturerende oppervlak, het snij- of maalvlak van de kaken, is ruw, gevormd door een reeks ruwe ribbels in de vorm van kleine tanden, in tegenstelling tot de gladde triturerende oppervlakken die worden gezien bij andere beide remydiden zoals Nigeremys en Taphrosphys. Het prefrontale reikt naar voren tot de voorrand van de praemaxilla. De praemaxilla is hoog waarbij de voorzijde van voren en boven naar achteren en onderen helt. Het schedeldak vormt in sterkere mate een breed bol profiel.

## Paleo-omgeving
Azabbaremys werd ontdekt in de Teberemtformatie van Mali, die een ondiepe mariene afzetting in de Trans-Sahara Seaway vertegenwoordigt. De zeespiegel was tijdens het Paleogeen hoger dan nu, en sinds het Laat-Krijt fluctueerde een binnenzee in omvang over de Sahara, waarbij soms naar schatting tweeënhalf tot drie miljoen vierkante kilometer van Noordwest-Afrika onder vijftig meter water werd ondergedompeld. Deze Trans-Sahara Seaway heeft mogelijk gediend als een verspreidingsroute voor de zeefauna tussen de Tethysoceaan en de Zuid-Atlantische Oceaan. Veel fossielen van vissen en krokodillen zijn bekend uit de Teberemtformatie, evenals ongewervelde dieren, waaronder nautiloïden (Cimomia reymenti), zeeëgels (Linthia sudanensis) en oesters (Ostrea multicostata).

## Fylogenie
Azabbaremys is binnen de Taphrosphyina het nauwst verwant aan de pleurodire schildpad Acleistochelys uit het Paleoceen.